# کریات اونو

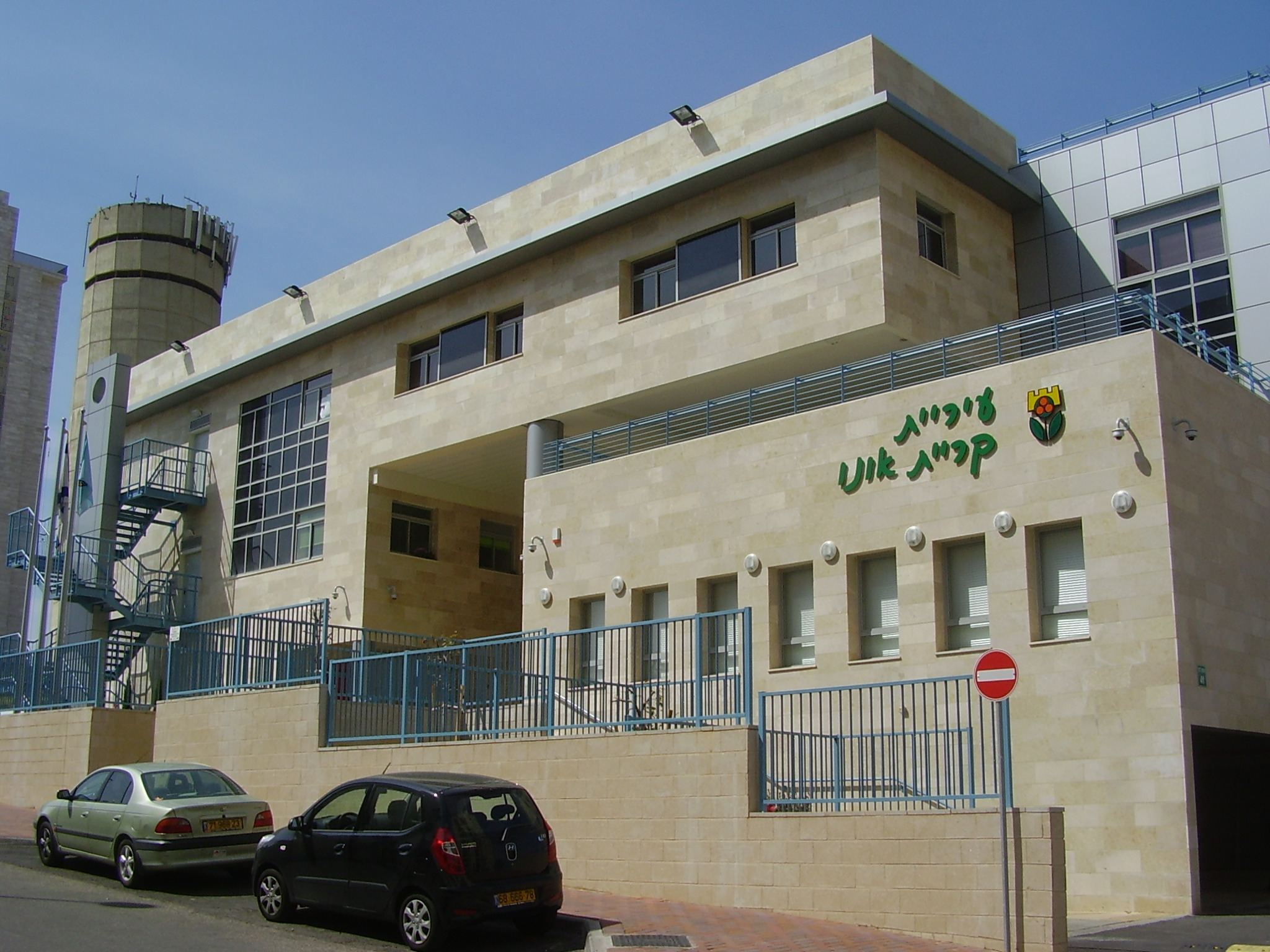
نمایی از ساختمان شورای شهر کریات اونو در استان تل‌آویو - ۲۰۱۲

کریات اونو (در عبری: קריית אונו) نام شهری در استان تل‌آویو اسرائیل است که جمعیت آن در سال ۲۰۰۶ ۲۶٬۲۰۰ نفر و مساحت آن ۴.۱۱۲ کیلومتر مربع بوده است.